# Friedrich Ludwig Wilhelm Meyer

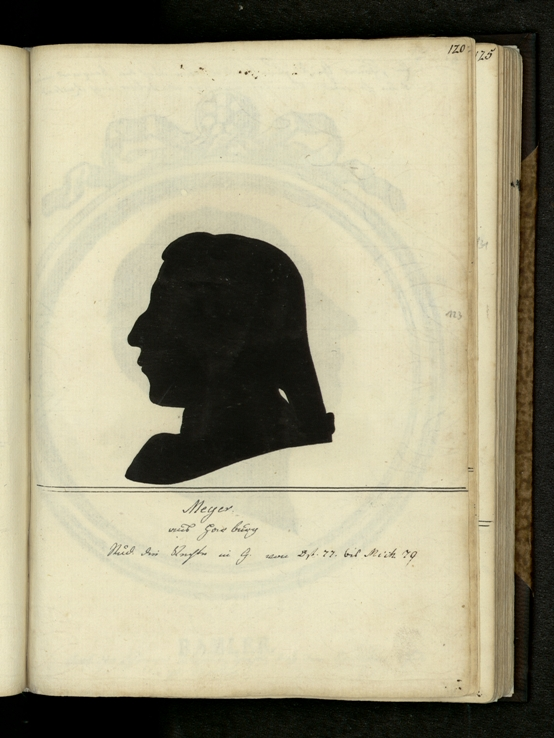
Schattenriss Friedrich Ludwig Wilhelm Meyer als Student in Göttingen

Friedrich Ludwig Wilhelm Meyer (der Bramstedter Meyer), (* 28. Januar 1759 in Harburg; † 1. September 1840 in Bramstedt, Holstein) war ein deutscher Jurist, Gelehrter, Bibliothekar, Publizist und Bühnenschriftsteller.

## Leben
Meyer war der Sohn eines Oberpostmeisters und besuchte zunächst das Johanneum in Hamburg und ein Jahr das Hamburger Akademische Gymnasium. Nachdem sein Vater gestorben war, ging er auf die gelehrten Schule in Ilfeld.

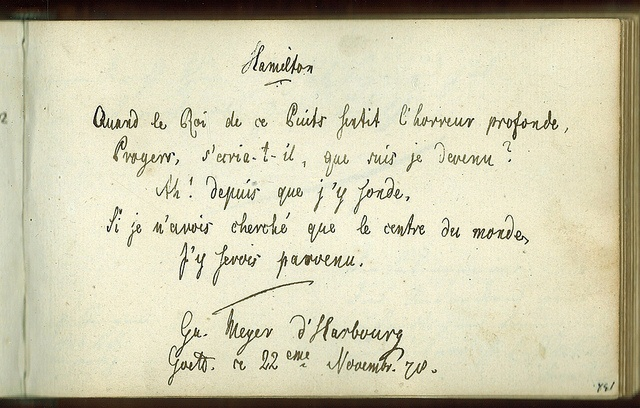
Eintrag Meyers als d'Harbourgh im Stammbuch des Schweden Johan David af Sandeberg

Am 6. November 1775 nahm er das Studium an der Universität Kiel auf, wo er bis Ostern 1776 immatrikuliert war. Von Ostern 1776 bis Michaelis 1779 studierte er in Göttingen Jura. Er wurde am 4. September 1777 in Göttingen Mitglied der Hannoverschen Landsmannschaft und war zeitweilig deren Sekretär. Die von ihm geführten Conventsprotokolle der Landsmannschaft gehören zu den wenigen erhaltenen Dokumenten dieser Art von Landsmannschaften des 18. Jahrhunderts. Meyer, der in Göttingen Meyer d'Harbourgh genannt wurde und auch so zeichnete, logierte in Göttingen im Hardenberger Hof und führte erstmals am 12. Mai 1778 pro tempore das Protokoll der Landsmannschaft, letztmals am 3. September 1778. Sein getuschter Schattenriss aus Studienzeiten ist in der Silhouetten-Sammlung Schubert überliefert. Schubert merkt auf der Rückseite der Silhouette seines Kommilitonen an: „Ein schöner Geist …“ Nach dem Examen arbeitete er zunächst als Privatsekretär in St. Petersburg und Berlin, für kurze Zeit auch in Wien.
1783 erhielt er die Stelle eines Regierungsauditors am Justizkollegium in Stade, wo er Friedrich Ludwig Schröder wieder traf, den er schon von Hamburg her kannte. Beide schlossen enge Freundschaft und arbeiteten auch künstlerisch zusammen: Schröder spielte in Meyers Schauspiel Kronau und Albertine (gedruckt Wien 1783) selbst mit, und Meyer bearbeitete Stücke von Schröder; er wurde Schröders erster Biograph.
1785 setzte sich Christian Gottlob Heyne für Meyer ein und verschaffte ihm in Göttingen eine Stelle als Bibliothekar. Dieses Amt nahm er bis 1788 wahr. Neben seiner Tätigkeit als Bibliothekar war er einer der Erzieher der jüngeren Söhne Georgs III., der Herzöge von Sussex, Cambridge und Cumberland. Während dieser Zeit unternahm er mehrere Reisen, die ihn unter anderem mit dem Weimarer Kreis – auch mit Schiller – zusammenbrachten; Meyer schloss viele Bekanntschaften und knüpfte Kontakte in literarische Zirkeln.

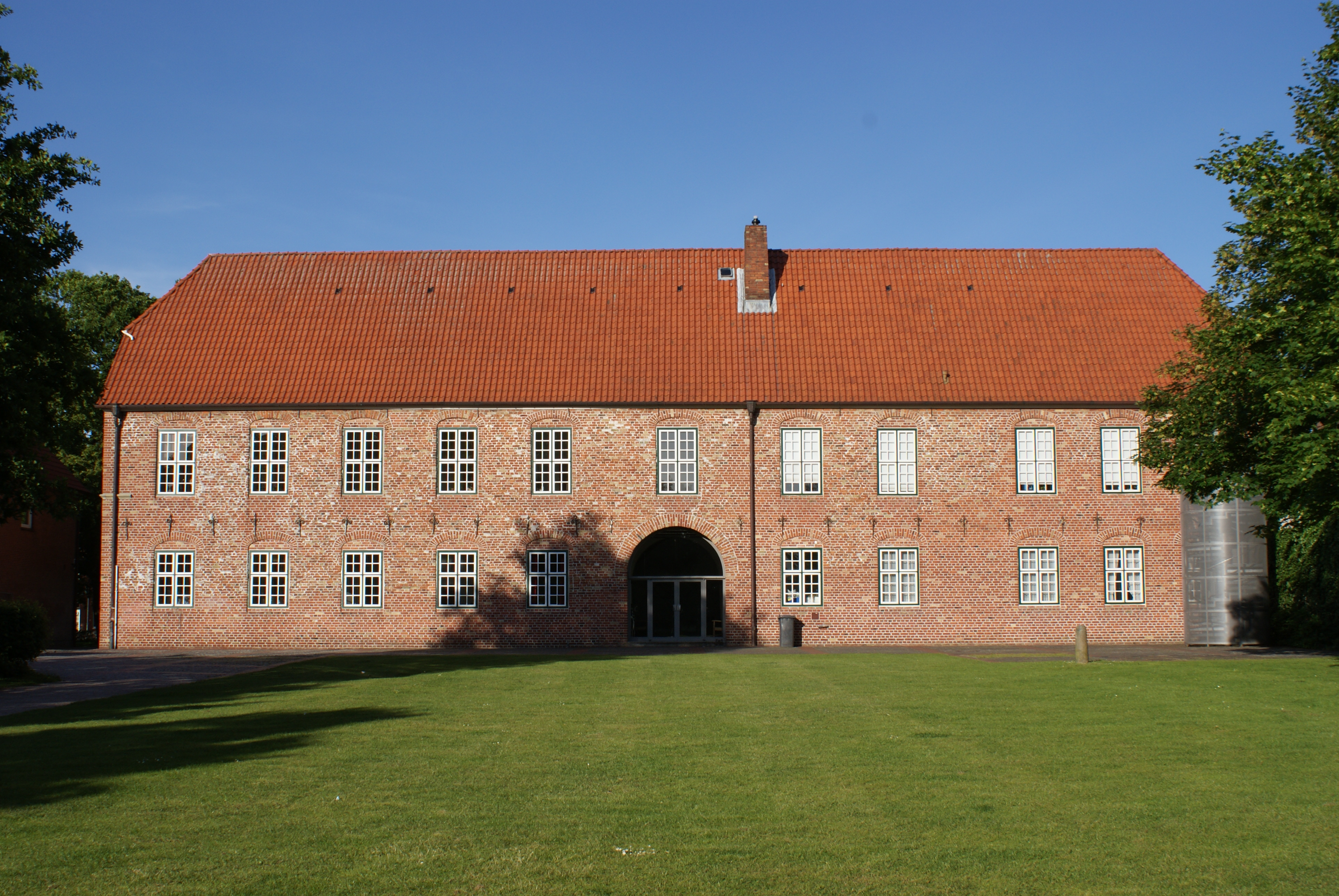
Das heutige Bramstedter Schloss ist eigentlich das Torhaus der im 18. Jh. abgebrochenen Schlossanlage

1788 stellte er seine beruflichen Arbeiten in Göttingen ein und hielt sich drei Jahre in England, Frankreich und Italien auf. Er verbesserte seine sprachlichen Fähigkeiten erheblich. In jenen Ländern interessierte er sich sehr für das Theaterleben; in England lernte er den konservativen Staatstheoretiker und Politiker Edmund Burke kennen. Im September 1791 kehrte Meyer nach Deutschland zurück, arbeitete noch einige Jahre als Schriftsteller in Berlin, war 1795 bis 1797 redaktionelles Mitglied der Monatsschrift »Berlinisches Archiv der Zeit und ihres Geschmackes«, die er zusammen mit Friedrich Eberhard Rambach herausgab. Als sein jüngerer Bruder Friedrich Albrecht Anton Meyer (* 29. Juni 1768; † 29. November 1795), der ebenfalls Bühnenschriftsteller war, schon mit 27 Jahren starb, verbesserte sich Meyers finanzielle Situation, sodass er 1797 das vormals in Stolbergischem Besitz befindliche Gut Bramstedt kaufen konnte, wo er bis zu seinem Tod publizistisch tätig blieb.

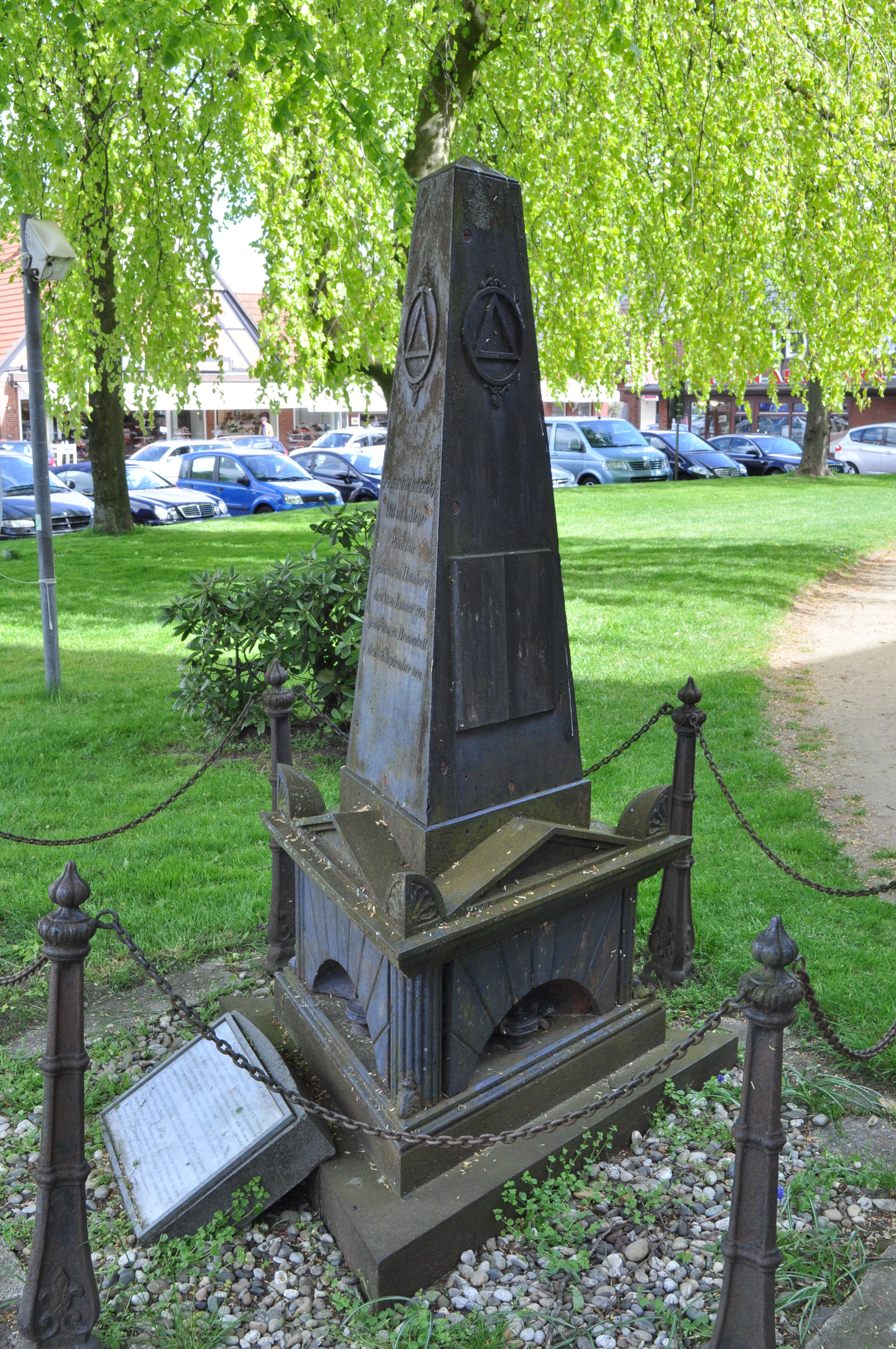
Grabmal Meyers auf dem Kirchhof der Maria-Magdalenen-Kirche in Bad Bramstedt

Meyer machte sich als Rezensent und Übersetzer englischer, französischer und italienischer Werke einen Namen (Wilhelm Hodges Reisen durch Ostindien, während der Jahre 1780, 1781, 1782 und 1783. Hamburg 1793; George Hamiltons Reise um die Welt in den Jahren 1790-1792. Berlin 1794; Johanne Lane Buchanans Reisen durch die westlichen Hebriden während der Jahre 1782 bis 1790. Berlin  1795). In Zeitschriften und Almanachen veröffentlichte er Lyrik, so in Heinrich Reichards »Theater-Kalender«, im »Musenalmanach« von Johann Heinrich Voß, im Göttinger und in Schillers »Musenalmanach«; Meyer schrieb Aufsätze und Kritiken in der »Litteratur- und Theaterzeitung«, im »Journal von und für Deutschland« und in den »Göttingischen Gelehrten Anzeigen«. Auch die meisten seiner Schauspiele publizierte er zunächst in Theaterzeitschriften.
Zeitgenossen hoben seine Übersetzungsleistungen hervor. Meyer übersetzte und bearbeitete Dramen und Singspiele französischer Autoren wie Madame de Beaunoir, Dancourt, Joseph de Lafont, MarcAntoine Le Grand, Marivaü, Marmontel und Jacques-Marie Boutet de Monvel, englische wie Susanna Centlivre, William Congreve, Fielding, Samuel Foote, Arthur Murphy und Shakespeare.
Meyer arbeitete mit Schröder auch in der Freimaurerei eng zusammen und hat maßgeblichen Anteil an der Reformarbeit Schröders, der Schröder’schen Lehrart. Meyer verfasste die Biographie Schröders unter dem Namen „Friedrich Ludwig Schröder, Beiträge zur Kunde des Menschen und des Künstlers, 2 Teile., Hamburg 1819“. Nach Meyers Tod verfasste wiederum Elise (Elisabeth) Campe geb. Hoffmann eine Biographie über den von ihr hochgeschätzten Meyer.

## Bibliografie

### Sammlungen
- Neue Theaterstücke, Berlin 1782.
- Beyträge, der vaterländische Bühne gewidmet, Berlin 1793 (enthält die Lustspiele: Der Schutzgeist; Wie gewonnen so zerronnen; Der Schriftsteller; Die Prüfung).
- Spiele des Witzes und der Phantasie, Berlin, Fr. Vieweg, 1793
- Schauspiele, Altona 1818 (enthält: Der Abend des Morgenländers; Spiel bringt Gefahr; Vertrauen; Der Glückswechsel).

### Einzelausgaben
- Das Blendwerk, Gotha 1781 (komische Oper).
- Die Reue vor der Hochzeit, Berlin 1782 (Singspiel).
- Die Heirath durch ein Wochenblatt, Wien 1786 (Posse).
- Briefe über Schauspielkunst, Theater u. Theaterwesen in Deutschland, Hamburg 1798.
- Friedrich Ludwig Schröder, Beiträge zur Kunde des Menschen und des Künstlers, 2 Teile, Hamburg 1819.

### Übersetzungen
- Denis Diderot: Die Verräter. Aus dem Französischen v. F.L.W. Meyer.
- Emmanuel Mercier Dupaty: Das Soldatengefängnis oder die drei Gefangenen. Lustspiel in fünf Aufzügen. Aus dem Französischen des Emanuel Dupaty von (Friedrich Ludwig Wilhelm) Meyer. Erste deutsche Ausgabe, Hamburg, August Campe, 1805
- John Hodges: Reisen durch Ostindien während der Jahre 1780, 1781, 1782 und 1783. Aus dem Englischen von Friedrich Ludwig Wilhelm Meyer. Hamburg, Benjamin Gottlob Hoffmann, 1793
- John Moore: Tagebuch während eines Aufenthalts in Frankreich vom Anfange des August bis Mitte Decembers 1792. Nebst einer Erzählung der merkwürdigsten Pariser Ereignisse von diesem Zeitpunkt an, bis auf den Tod des letztverstorbenen Königs von Frankreich. Aus dem Engl. übers. (von Friedrich Ludwig Wilhelm Meyer), Berlin, Voss 1794